# (32376) 2000 QP169
2000 QP169 (asteroide 32376) é um asteroide da cintura principal. Possui uma excentricidade de 0.08848130 e uma inclinação de 13.84926º.
Este asteroide foi descoberto no dia 31 de agosto de 2000 por LINEAR em Socorro.